# Hrîțkî, Dubrovîțea
Hrîțkî (în ucraineană Грицьки) este un sat în comuna Nîvețk din raionul Dubrovîțea, regiunea Rivne, Ucraina.

## Demografie
Componența lingvistică a localității Hrîțkî
     Ucraineană (100%)
Conform recensământului din 2001, toată populația localității Hrîțkî era vorbitoare de ucraineană (100%).